# Fonches-Fonchette
Fonches-Fonchette és un municipi francès situat al departament del Somme i a la regió dels Alts de França. L'any 2007 tenia 144 habitants.

## Demografia

### Població

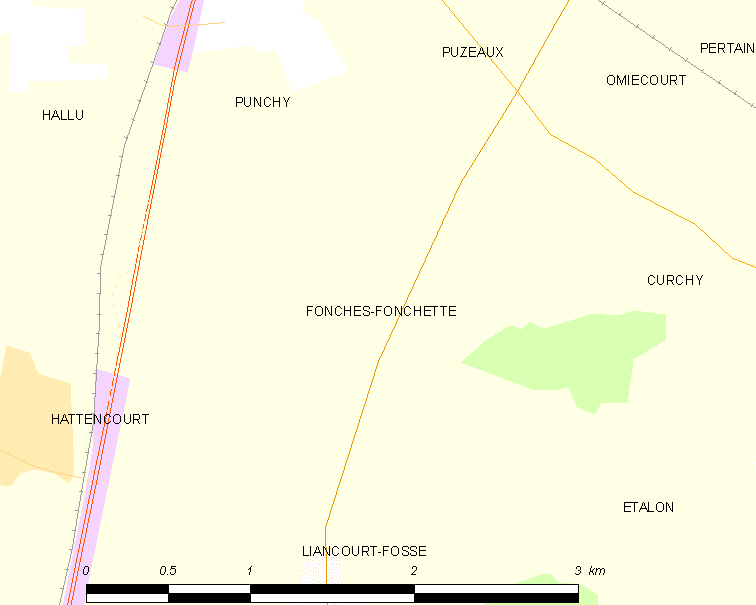

El 2007 la població de fet de Fonches-Fonchette era de 144 persones. Hi havia 56 famílies de les quals 12 eren unipersonals (4 homes vivint sols i 8 dones vivint soles), 20 parelles sense fills i 24 parelles amb fills.
La població ha evolucionat segons el següent gràfic:
Habitants censats

### Habitatges

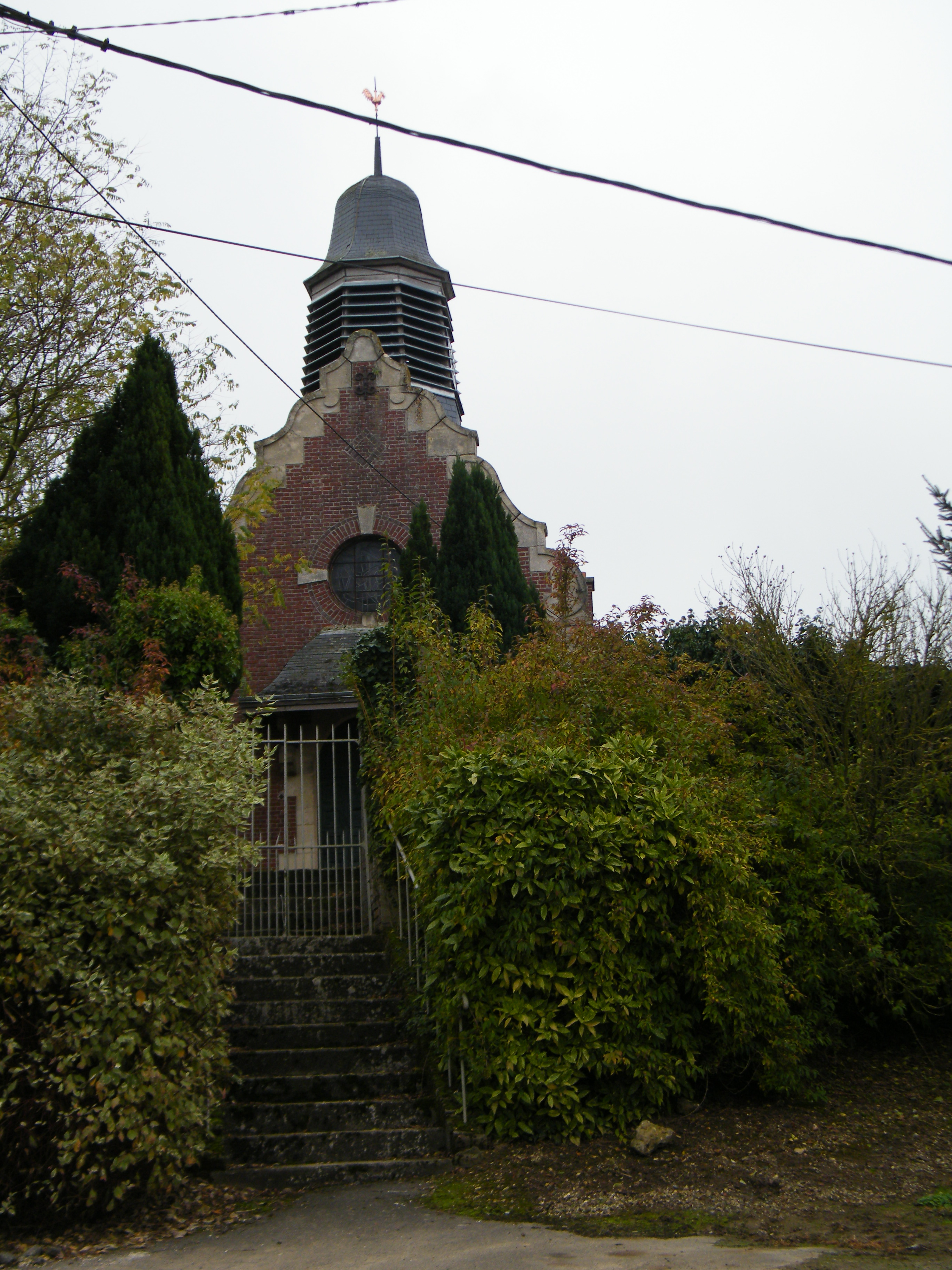

El 2007 hi havia 68 habitatges, 54 eren l'habitatge principal de la família, 10 eren segones residències i 4 estaven desocupats. Tots els 67 habitatges eren cases. Dels 54 habitatges principals, 41 estaven ocupats pels seus propietaris, 11 estaven llogats i ocupats pels llogaters i 2 estaven cedits a títol gratuït; 1 tenia dues cambres, 12 en tenien tres, 18 en tenien quatre i 23 en tenien cinc o més. 43 habitatges disposaven pel capbaix d'una plaça de pàrquing. A 30 habitatges hi havia un automòbil i a 18 n'hi havia dos o més.

### Piràmide de població

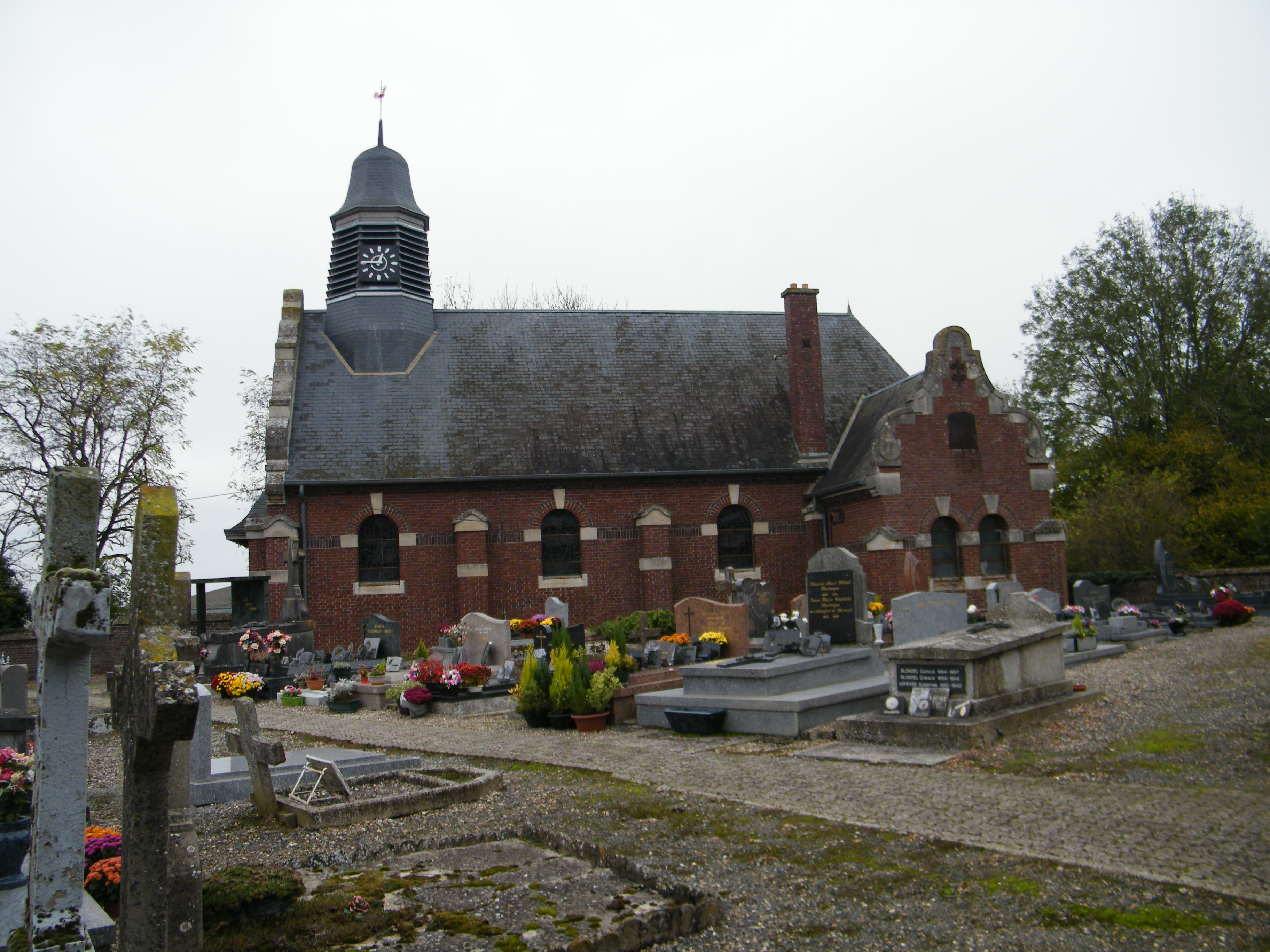

La piràmide de població per edats i sexe el 2009 era:
| Homes | Edats   | Dones |
| ----- | ------- | ----- |
| 0     | 95 o +  | 0     |
| 0     | 90 a 94 | 0     |
| 0     | 85 a 89 | 4     |
| 0     | 80 a 84 | 0     |
| 0     | 75 a 79 | 0     |
| 4     | 70 a 74 | 4     |
| 4     | 65 a 69 | 4     |
| 4     | 60 a 64 | 4     |
| 4     | 55 a 59 | 4     |
| 12    | 50 a 54 | 12    |
| 16    | 45 a 49 | 12    |
| 0     | 40 a 44 | 0     |
| 4     | 35 a 39 | 4     |
| 0     | 30 a 34 | 0     |
| 16    | 25 a 29 | 4     |
| 8     | 20 a 24 | 0     |
| 4     | 15 a 19 | 0     |
| 4     | 10 a 14 | 4     |
| 0     | 5 a 9   | 4     |
| 0     | 0 a 4   | 4     |

## Economia
El 2007 la població en edat de treballar era de 76 persones, 50 eren actives i 26 eren inactives. De les 50 persones actives 41 estaven ocupades (26 homes i 15 dones) i 9 estaven aturades (4 homes i 5 dones). De les 26 persones inactives 11 estaven jubilades, 3 estaven estudiant i 12 estaven classificades com a «altres inactius».

### Ingressos
El 2009 a Fonches-Fonchette hi havia 56 unitats fiscals que integraven 138,5 persones, la mediana anual d'ingressos fiscals per persona era de 16.544 €.

### Activitats econòmiques
L'únic establiment que hi havia el 2007 era d'una empresa de comerç i reparació d'automòbils.
L'únic servei als particulars que hi havia el 2009 era un taller de reparació d'automòbils i de material agrícola.
L'any 2000 a Fonches-Fonchette hi havia 6 explotacions agrícoles.

## Poblacions més properes
El següent diagrama mostra les poblacions més properes.